# 사이코사이버네틱스
사이코-사이버네틱스(Psycho-Cybernetics)는 정신적인 자동유도장치라는 의미로서, 맥스웰 몰츠 박사가 만든 단어이다. 맥스웰 몰츠가 1960년 출판한 사이코사이버네틱스는 전 세계에 3천만부가 판매된 베스트셀러이다.
인간의 뇌는 미사일의 자동유도장치와 같아서, 자신이 목표를 정해 주면, 그 목표를 향해 자동으로 유도해 나간다는 개념이다. 따라서 상상력으로서, 자신의 잠재의식에 실패를 입력하면 안되고, 성공을 입력해 주어야, 그에 맞게 자동유도된다는 주장을 한다.
인간의 잠재의식이 농담과 진담을 구별하지 못하며, 상상적결과와 실제결과를 구별하지 못하기 때문에, 하나의 주장을 계속 주입하면, 실제로 그렇게 알고 행동한다고 주장한다. "나는 멋지다"고 하면 정말 멋지게 되고, "나는 못생겼다"고 하면 정말 못생겼다고 행동, 반응하게 된다고 한다. 사원들이나 국민들에게 "우리는 할 수 있다"고 자주 외치게 하면, 정말 할 수 있게 되며, 우울한 전망을 퍼뜨리면 정말로 조직이 우울하게 망하게 된다고 주장한다.
맥스웰 몰츠 박사는 독일계 미국인으로서, 심리학 박사가 아니라 성형외과 의사인데, 성공학의 원리를 과학적인 영역으로 발전시킨 인물로 평가받는다. 성형수술이 단순히 외모만 바꾸는 것이 아니라 성격에도 영향을 미친다는 점을 주목하여 계속 연구한 결과, 사이코사이버네틱스라는 새로운 성공학 영역을 개척했다.
몰츠 박사의 30년대 40년대 견해가 1960년의 저서로 출판되어, 3천만부가 팔린 베스트셀러가 되었고, 그 이후, 박사가 사망한 후에도, 후인들에 의해, 계속 새로운 사례들이 추가되어 개정판이 나오고 있다.

## 인용구
- 사람은 실제 사실에 의해서가 아니라 그 사람이 마음속으로 사실이라고 믿는 상에 따라 행동하고 느낀다.
- 우리가 행동하거나 행동하지 않는 것은 우리가 흔히 생각하듯이 '의지' 때문이 아니라 '상상' 때문이다.
- 만약 당신이 자신이나 선생님, 부모, 친구나 그밖의 다른 조언자들로부터 어떤 견해를 받아들이게 된다면, 그리고 더 나아가 그 견해가 사실이라고 확신하게 된다면, 그것은 최면과 동일한 효력을 발휘한다.
- 인생이 무가치하다고 말하는 사람들은 사실 그들 스스로 가치 있는 개인적 목표를 가지고 있지 않다고 말하는 것과 같다.
- 기능적으로 사람은 자전거와 비슷한다. 자전거는 앞으로 움직이고 있을 때만 자세와 평형을 유지할 수 있다.
- 가장 쉽게 성을 내는 사람이 가장 낮은 자존심을 지니고 있다는 것은 잘 알려진 사실이다.
- 모든 사람의 내면에 존재하는 실제적 자기는 매력적이다. 그것은 자석과도 같다. 실제적 자기는 타인에 대해 강력한 영향력을 가지고 있다.

## 저서
- Maxwell Maltz, Psycho-Cybernetics, Prentice Hall Press, 1960
- Bobbe L. Sommer, Mark Falstein, Psycho-Cybernetics 2000, Prentice Hall Press, 1993; 한글판
- Maxwell Maltz, Dan Kennedy, The New Psycho-Cybernetics, Prentice Hall Press, 2002; 한글판

## 같이 보기
- 성공하는 사람들의 7가지 습관 - 자신의 영향력으로 타인을 끌어들이라고 말한다. 몰츠의 주장과 유사하다.